# Elisabeth Borchers
Pour les articles homonymes, voir Borchers.
Elisabeth Borchers, née le 27 février 1926 à Homberg (Rhénanie-du-Nord-Westphalie) et morte le 25 septembre 2013 à Francfort-sur-le-Main, est un écrivain allemand.

## Biographie
Elisabeth Borchers est poétesse, autrice de nouvelles et de livres pour enfants et traductrice.
Elle est lauréate du prix Friedrich Hölderlin en 1986. Elle est membre de l'Académie allemande pour la langue et la littérature, de l'Académie des sciences et des lettres de Mayence et du PEN club allemand.

## Œuvres

### Œuvres traduites en français
- Lettres à Sarah [« Briefe an Sarah »], ill. de Wilhelm Schlote, trad. de Gilberte Lambrichs, Paris, Éditions Gallimard, 1978, 31 p. (BNF 34601805)
- Le Livre de tous les jours. Des vacances, des anniversaires et des fêtes, mon premier agenda [« Das Sehr nützliche Merk-Buch für Geburtstage »], Paris, Éditions Gallimard, coll. « Découverte cadet », 1983, 125 p.  (ISBN 2-07-039514-6)
- La Maison rouge dans une petite ville [« Das Rote Haus in einer kleinen Stadt »], ill. de Günther Stiller, trad. de Noémi, Paris, Éditions Syros, coll. « Raconte », 1988, 27 p.  (ISBN 2-86738-269-6)

## Récompenses et distinctions
- 1986 : Prix Friedrich Hölderlin